# Лункоу
Лунко́у (кит. упр. 龙口, пиньинь Lóngkǒu) — городской уезд городского округа Яньтай провинции Шаньдун. Название происходит от посёлка Лункоу.

## География
В уезде протекают реки Цзехэ и Хуаншуйхэ.

## История
Ещё при империи Цинь здесь был образован уезд Хуансянь (黄县), названный так по горе Хуаншань.
В 1950 году был образован Специальный район Лайян (莱阳专区), и уезд вошёл в его состав. В 1958 году город Яньтай и Специальный район Лайян были слиты в Специальный район Яньтай (烟台专区), при этом уезды Хуансянь и Чандао были присоединены к уезду Пэнлай, но в 1962 году уезд Хуансянь был восстановлен в прежних границах. В 1967 году Специальный район Яньтай был переименован в Округ Яньтай (烟台地区).
В ноябре 1983 года округ Яньтай был преобразован в городской округ Яньтай. В 1986 году уезд Хуансянь был расформирован, а вместо него был образован городской уезд Лункоу.

## Административно-территориальное деление
Городской уезд делится на 5 уличных комитетов и 8 посёлков.

## Экономика
В Лункоу базируются алюминиевая компания Shandong Nanshan Aluminium, угольная компания Longkou Mining Group. 

## Транспорт
В Лункоу находятся морской порт и крупный терминал по приёму СПГ (совместное предприятие компаний China National Offshore Oil Corporation и Nanshan Group).
Через Лункоу проходит автострада Годао 206.